# مندی کلمنز
مندی کلمنز (انگلیسی: Mandy Clemens؛ زادهٔ ۳ سپتامبر ۱۹۷۸) بازیکن فوتبال اهل ایالات متحده آمریکا است.
وی همچنین در تیم ملی فوتبال زنان ایالات متحده آمریکا بازی کرده‌است.